# Edward Maniura
Edward Makary Maniura (ur. 24 lutego 1960 w Lubszy) – polski polityk i samorządowiec, w latach 1990–1998 burmistrz Woźnik, poseł na Sejm III, IV i V kadencji, od 2006 burmistrz Lublińca.

## Życiorys
Ukończył studia na Uniwersytecie Śląskim na Wydziale Techniki i na Politechnice Śląskiej na Wydziale Transportu. Pracował m.in. w przedsiębiorstwie turystycznym Almatur, prowadził też własną firmę transportową. W latach 1990–1998 pełnił funkcje radnego i burmistrza Woźnik. Był także radnym i przewodniczącym rady powiatu lublinieckiego I kadencji (do 2001). Od 1999 należał do Stronnictwa Konserwatywno-Ludowego, później wstąpił do Platformy Obywatelskiej. Był też członkiem Stowarzyszenia Ordynacka.
W latach 1997–2006 sprawował mandat posła na Sejm III kadencji z ramienia Akcji Wyborczej Solidarność oraz IV i V kadencji z ramienia PO z okręgu częstochowskiego. Utracił mandat poselski 26 listopada 2006 w związku z wyborem na burmistrza Lublińca w drugiej turze wyborów samorządowych. W 2010, 2014, 2018 i 2024 uzyskiwał reelekcję w pierwszej turze.

## Odznaczenia
W 2008, za wybitne osiągnięcia w odkrywaniu, gromadzeniu i upowszechnianiu prawdy o Holokauście, za zasługi w działalności na rzecz upamiętniania historii Powstania w Getcie Warszawskim, otrzymał Krzyż Kawalerski Orderu Odrodzenia Polski.